# Euryglossa depressa
Euryglossa depressa är en biart som beskrevs av Smith 1853. Euryglossa depressa ingår i släktet Euryglossa och familjen korttungebin. Inga underarter finns listade i Catalogue of Life.

## Bildgalleri

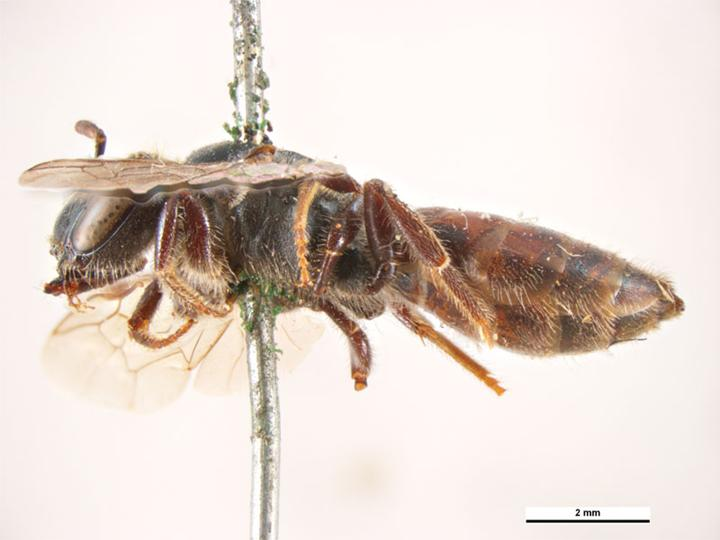